# Chilopogon oxysepalum
Chilopogon oxysepalum är en orkidéart som först beskrevs och fick sitt nu gällande namn av Rudolf Schlechter. Chilopogon oxysepalum ingår i släktet Chilopogon och familjen orkidéer. Inga underarter finns listade i Catalogue of Life.